# Eustrotia africana
Eustrotia africana là một loài bướm đêm trong họ Noctuidae.